# Kimuromyces
Kimuromyces är ett släkte av svampar. Kimuromyces ingår i familjen Uropyxidaceae, ordningen Pucciniales, klassen Pucciniomycetes, divisionen basidiesvampar och riket svampar.
|             | Prospodium                                |
|             |                                           |
|             | Sorataea                                  |
|             |                                           |
|             | Tranzschelia                              |
|             |                                           |
|             | Dasyspora                                 |
|             |                                           |
|             | Uropyxis                                  |
|             |                                           |
|             | Ochropsora                                |
|             |                                           |
|             | Porotenus                                 |
|             |                                           |
| Kimuromyces | \| \| Kimuromyces cerradensis \| \| \| \| |
|             | \| \| Kimuromyces cerradensis \| \| \| \| |
|             | Mimema                                    |
|             |                                           |
|             | Phragmopyxis                              |
|             |                                           |
|             | Dipyxis                                   |
|             |                                           |
|             | Didymopsorella                            |
|             |                                           |
|             | Leucotelium                               |
|             |                                           |
|             | Poliomopsis                               |
|             |                                           |
|             | Macruropyxis                              |
|             |                                           |
|             | Kimuromyces cerradensis                   |
|             |                                           |

|  | Kimuromyces cerradensis |
|  |                         |